# Belippo anguina
Espèce
Belippo anguina est une espèce d'araignées aranéomorphes de la famille des Salticidae.

## Distribution
Cette espèce est endémique de São Tomé à Sao Tomé-et-Principe,.

## Description
La femelle subadulte holotype mesure 4 mm. La femelle décrite par Wanless en 1978 mesure 4,92 mm.

## Publication originale
- Simon, 1909 : Arachnides recueillis par L. Fea sur la côte occidentale d'Afrique. 2e partie. Annali del Museo Civico di Storia Naturale di Genova, vol. 44, p. 335-449 (texte intégral).